# 橋詰あずさ
橋詰 あずさ（はしづめ あずさ、1986年1月22日 - ）は、東京都出身の元チアリーダー。
2016年よりNFLのワシントン・レッドスキンズのチアリーダー「ワシントンレッドスキンズチアリーダー」のメンバーを務めた。

## 来歴
東京都葛飾区西新小岩に生まれ、5歳の頃よりクラシックバレエを習う。吉祥女子中学高等学校在籍時代には、ダンス部に所属。高校一年時に交換留学生として アメリカ合衆国マサチューセッツ州ボストンにある芸術学校のダンス学科にて一年間クラシックバレエ、ジャズダンス、コンテンポラリーダンスを学ぶ。
カナダ連邦オンタリオ州のカールトン大学にて心理学を専攻し、大学卒業後に三菱電機株式会社に就職。国内、海外営業として働く。
2012年から2016年までの4年間、Xリーグ「IBM BigBlue」チアリーダーのIBM BigBlue Cheerleaders（BBC)にて活動。2014年はキャプテンを務める。同年にチームはJapan X ボウル（JXB）に進出。
2016年に単身渡米。NFLのワシントン・レッドスキンズのチアリーダーオーディションに参加し、約150人が新規参加したオーディションで新たに合格した8名の1人となった。
2019-20シーズン期間中に結婚し、2020年5月19日に第一子を出産。このシーズンをもってレッドスキンズのチアリーダーを卒業した。